# LGVプロヴァンス＝アルプ＝コート・ダジュール線
LGVプロヴァンス＝アルプ-コート＝ダジュール線(フランス語: LGV Provence-Alpes-Côte d'Azur, LGV PACA, LGV Côte d'Azur)はLGV地中海線のコート・ダジュール方面への延伸線として計画中の高速鉄道路線である。運行開始は2026年頃が想定されている。

## 路線経路
アヴィニョン、エクス＝アン＝プロヴァンス、トゥーロンとドラギニャンの路線設定のため3つの主な案が検討された。
- 航空輸送に対抗するため最短時間でニース - アビニョンを結び、最大となるパリ - ニース間の潜在的な需要に対応する。
- 最も北側のルートでアヴィニョン - ニース間を短縮し、カダラッシュの近くのポール・シアンティフィークに駅を設ける。
- 最も長いルートでマルセーユとトゥーロンを結びマルセーユ・ニース間の所要時間を1時間10分程度に短縮する。

追加となる接続として、地中海沿いのバルセロナ、モンペリエ、マルセーユ、ニース、ジェノヴァの都市間連絡やトゥールーズ、ボルドー方面から南側に伸びてくる新線計画にも関連する。新線が完成すると、マルセーユ - ジェノヴァ間は3時間15分、バルセロナまでは3時間35分となる。バルセロナ方面へは、LGVペルピニャン・フィゲラス線を含む。
最終的な路線設定の決定はフランスエコロジー・エネルギー・持続的開発相ジャンルイ・ボルローがマルセーユ、トゥーロンを経由しニースに至る最も長いルートの詳細を2009年6月30日に発表している。